# هادی تجویدی
هادی تجویدی (۱۲۷۲ اصفهان – ۱۳۱۸ تهران) نگارگر، نوازنده و هنرمند ایرانی بود که مینیاتور ایرانی را پس از نزدیک به سه سده وقفه و رکود به سبک و شیوه اصیل و سنتی خود برگرداند و پایه‌گذار مکتبی نوین در مینیاتور معاصر با نام مکتب مینیاتور تهران شد. او را حلقه اتصال هنر نگارگری سنتی به نسل امروز می‌دانند.

## زندگی‌نامه
هادی تجویدی در سال ۱۲۷۲ خورشیدی در اصفهان در خانواده‌ای هنرمند به دنیا آمد. پدرش محمدعلی سلطان‌الکتاب اصفهانی تذهیب‌کار و خوشنویس به‌نام، جد مادری‌اش میرزابابا اصفهانی هنرمندی معروف و دایی او، حاج میرزا امامی نقاشی برجسته بود. برادرانش محمدکاظم و مهدی نیز در نقاشی سرآمد بودند. به خصوص مهدی که آثار ارزنده‌ای در نقاشی آبرنگ از خود به یادگار گذاشته و آن‌ها را با امضای مهدی تائب امضا کرده‌است. او که در شاعری نیز دستی داشت تخلص تائب را برای خود انتخاب کرده‌بود.
تجویدی همزمان با تحصیلات مقدماتی در مکتب اساتیدی همچون محمدابراهیم نعمت‌اللهی مبانی نقاشی به سبک قدیم ایران را آموزش دید. میرزا احمد نقاش‌باشی صورت ساز برجسته آن زمان و حاج میرزا امامی از دیگر استادان او بودند و از جمله دوستانش در آن زمان می‌توان به محمد حسین مصورالملکی نگارگر توانا اشاره کرد.
در سال ۱۲۹۵ خورشیدی او به همراه برادرش مهدی به تهران آمد به جمع شاگردان میرزا یحیی‌خان نقاش‌باشی (پدر علی اکبر تقوی) پیوست و به اصول نقاشی قلمدان و جلدسازی (نقاشی زیرلاکی) تسلط یافت. قدرت و تبحر تجویدی حکیم‌الملک وزیر معارف وقت را تحت تأثیر قرار داد و باعث معرفی او به کمال‌الملک شد. این امر مقدمات ورود تجویدی به مدرسه عالی صنایع مستظرفه را که تنها دانشگاه هنر آن زمان بود فراهم کرد. تجویدی زیر نظر کمال‌الملک شیوه نقاشی کلاسیک و طبیعت سازی را آموخت. در همان زمان به تعلیم آناتومی و طبیعت‌سازی با آبرنگ پرداخت و تا درجه استادی در این رشته پیش رفت و در سال ۱۳۰۶ خورشیدی از سوی وزارت معارف وقت به دریافت دیپلم عالی در نقاشی طبیعت نایل شد. 

در سال ۱۳۰۸ خورشیدی حسین طاهرزاده بهزاد برای احیای هنرهای ملی ایران، مدرسه صنایع قدیمه که بعدها هنرستان عالی و هنرهای ایرانی نام گرفت را تأسیس کرد و هادی تجویدی به عنوان نخستین معلم مینیاتور این مدرسه برگزیده شد. تجویدی شاگردانی چون محمدعلی زاویه، ابوطالب مقیمی تبریزی، علی کریمی، سلیم عقیلی، علی مطیع و کلارا آبکار را در مکتب خود آموزش داد.

تجویدی اغلب موضوعات ملی را دستمایه نقاشی‌های خود قرار می‌داد. نقاشی‌های آبرنگ او که از بهترین نقاشی‌ها در این زمینه به‌شمار می‌آیند و به شیوه قلم‌پرداز و با پیروی از سبک ابوالحسن خان صنیع‌الملک ترسیم شده‌اند، بعدها به مراکز هنری خارج از کشور از جمله موزه لوور راه یافته‌اند. آثار او در مجامع هنری اروپا با نام هادی معروف است. 

تجویدی زبان فرانسه را به‌خوبی می‌دانست و کتب خطی بسیاری داشت و شعرهای فراوانی را از حفظ می‌خواند. منزلت هنری تجویدی در زمان حیاتش به‌درستی شناخته نشد و ناسپاسی جامعه او را به انزوا سوق داد. او در ۱۳۱۸ در سن چهل و شش سالگی پس از یک دوره بیماری ممتد در گذشت. از او دو دختر و سه پسر به یادگار مانده‌است. پسر بزرگترش علی تجویدی آهنگساز و نوازنده ویولن بود. دو پسر دیگرش محمد تجویدی نقاش و مینیاتوریست و اکبر تجویدی نقاش، باستان‌شناس و مدرس دانشگاه سوربن هستند.

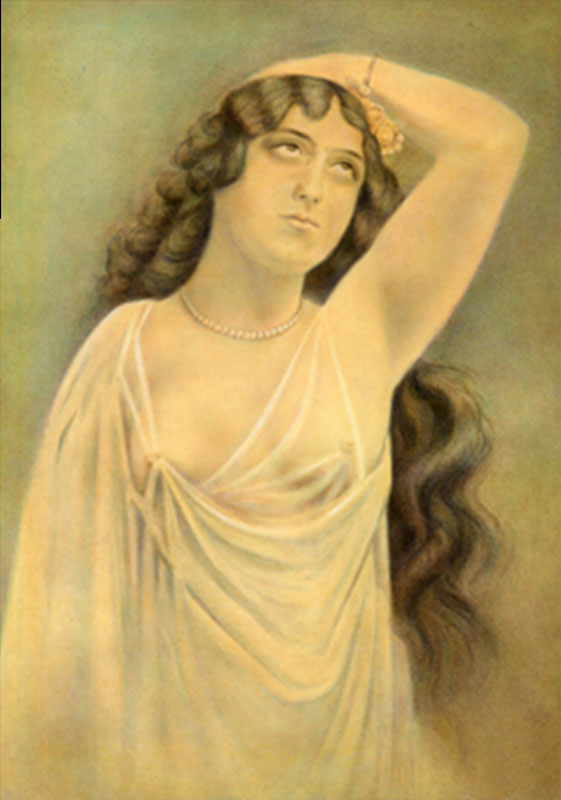
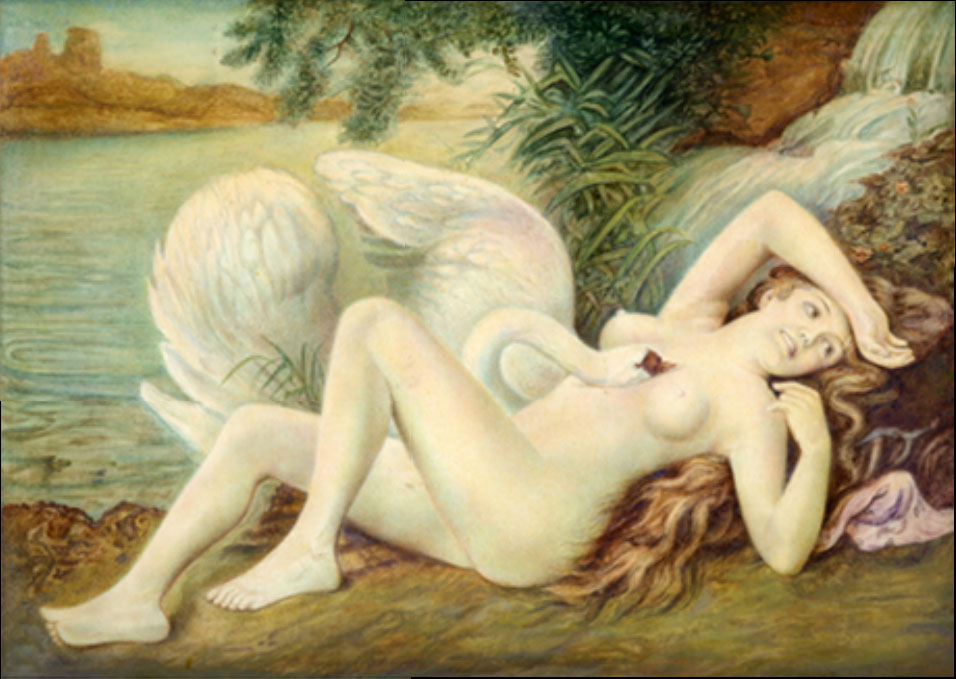

## ویژگی آثار
تجویدی با اضافه کردن پرسپکتیو به مینیاتور سبب تحول در چهره‌پردازی و صورت‌سازی نگارگری ایرانی شد و با ایجاد اندکی سایه‌روشن در گونه‌ها به نوعی واقع‌گرایی در چهره‌سازی دست یافت. علاوه بر این چهره‌ها را کاملاً ایرانی و امروزی کرد و به همین جهت در مینیاتورهای تجویدی چهره‌ها مصنوعی و تکراری نیستند. او هرگز شاگردانش را وادار به تبعیت از نوع قلم‌گیری و ساخت و سازهای خود نکرد و به همین دلیل شاگردان وی هر کدام صاحب سبکی منحصر به فرد هستند.

## موسیقی

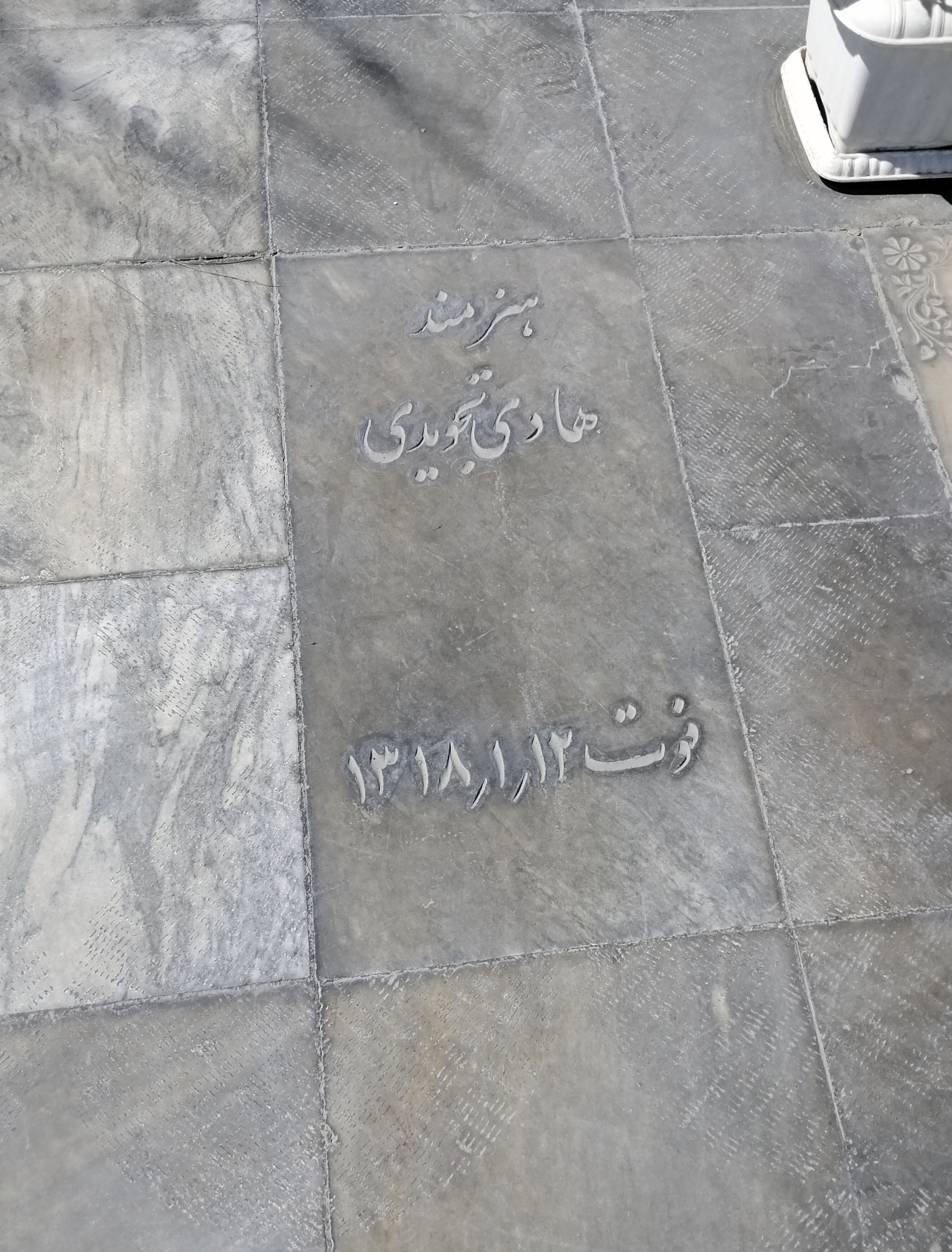

تجویدی به موسیقی نیز گرایش نشان می‌داد و از شاگردان مکتب درویش خان بود. او نخستین بار در اصفهان ردیفهای آواز را از نایب اسدالله نوازنده نی یادگرفت. پس از عزیمت به تهران مدتی نزد غلامحسین درویش خان به تارنوازی پرداخت. او در تارنوازی شیوه‌ای خوشایند داشت و از صدایی خوش بهره‌مند بود. فرزند بزرگترش علی تجویدی ردیف‌های آواز را از او آموخته بود.